# 上野真衣
いまいまい（1980年7月23日 - ）は、ヨガインストラクター、モデル。元オスカープロモーション所属。

## 人物
- 幼少期より、相原信行経営する体操クラブで教育を受け小学5年生で県大会女子2部で総合優勝、高校時代器械体操で群馬県大会優勝、優秀選手賞、インターハイ、国体に出場経験がある。元日本代表体操選手で国内外で活躍をみせた関口栄一とは同級生。
- 特技は、180度以上の開脚が出来る柔軟性、I字バランスと平均台の前方宙返り（D難度）。また練習時に平均台の前方宙返り上がり（D難度）の技で左膝を複雑骨折した過去があると取材で語った。
- 趣味はバレエとピアノ。
- オーディションにより光文社JJの「Sサイズモデル」の企画でファッションページに掲載された。（2004年）
- カジュアルファッションのしまむらグループのchambre、アベイルのチラシ・ポスターの広告を2004年からメインモデルをしていた。
- ヘアメイクアーティストの大橋タカコが手掛けるコスメブランドのビューティーモデルやイメージモデル、会報誌のモデルをしている。
- 期間限定の女性歌手グループ「煩悩ガールズ」の元メンバー。プロデュースはおちまさと、2005年10月8日に忌野清志郎・坂本龍一のヒット曲をカバーした「い・け・な・いルージュマジック」（ビクターエンターテイメント）でデビュー。同日渋谷109入口前イベントスペースに全員が登場しパフォーマンスを披露。CDの他DVD,写真集（講談社）などをリリース。その他、お台場ヴィーナスフォートでイベント、人気番組のテレビ東京「ゴットタン」やフジテレビ「SMAP×SMAP」にゲスト出演もある。同年12月31日、「除夜の鐘と共に」解散した。
- 立ち技総合格闘技のシュートボクシングの公式ラウンドガールを、加藤綾らと共に2009年から2013年まで務めた。
- インドネシア・バリ島にて全米ヨガアライアンス（E-RYT200）を取得。またマタニティヨガ民間資格、ナチュラルフードコーディネーター民間資格を取得している。
- 2013年4月7日、ビクラムヨガ(主催IYSF)で開催された第一回ヨガアサナチャンピオンシップ日本大会に出場し賢者ドゥルヴァのヨガポーズなどを披露した。
- 2016年5月14日に、一般男性と結婚し芸名を「上野真衣」から平仮名の「いまいまい」に改名[1]。同年10月に第一子女児を出産。産後にプライベートのお家ヨガ教室を主宰して、雑誌の取材が入った。（HPより）
- ママ友には元タレントの木下優樹菜がいる。（HPより）

- 夫のKeita Imai氏は、2016年17年2年連続の世界一位の株式運用リサーチセールスとして大手全米金融経済誌「Institutional Investor」にスペシャルインタビュー記事が掲載された。写真家の山岸伸氏による写真展にて、各ジャンルで活躍をする男性の写真集「瞬間の顔vol.9」に登場した人物。「株式運用世界一位のストックピッカー」として新宿オリンパスギャラリーに展示されニュースになった。翌年も世界一位となりさらに記録を伸ばした。

## 出演

### 雑誌
- JJ（光文社 Sサイズモデル）2004年
- with（講談社Sサイズモデル）2005年
- MOOK『ゆがみ直しのヨーガダイエット』著者綿本彰（双葉社）2004年：表紙
- 『今すぐキレイ』（ぶんか社）2005年
- 『サンキュ!』（ベネッセコーポレーション）2006年
- First Pre-mo（主婦の友社）2016年
- ヨガアンドフィットネス（フィットネススポーツ専門誌）2019年・2020年

### CM
- 茨城空港（2010年群馬県版）

### TV
- NHK教育「時々迷々」第4話ショップ店員 役

- BS朝日「プラチナブランケット 美の小箱」

- テレビ東京「ゴットタン」（煩悩ガールズ出演）

- フジテレビ「SMAP×SMAP」（煩悩ガールズ出演）

- ショップチャンネル「3Dサンダルリフットハイヒール」モデル（兼子たかし）

- QVCショップチャンネル ビューティーモデル出演（大橋タカコ エクステンションマスカラ）

### PV
- YURECA「DAY～夢で会えたら」（テレビ東京「シロウト名鑑」エンディング曲）

### レースクイーン
- スーパー耐久（2012年ターマックプロレーシングレディ）

### ラウンドガール
- シュートボクシング公式ラウンドガール（2009年〜2013年）

### その他
- 煩悩ガールズメンバー（2005年）
- 結婚願望〜kekkonganbo〜メンバー（2009年）
- ムラサキスポーツ水着ショーモデル（2009年）
- ウェットスーツBewetイメージモデル（2009年）
- 群馬県草津温泉 浴衣モデル広告ポスター（2015年）[2]
- CW-X YOGAアンバサダー（2018年）